# アンダーシャツ
アンダーシャツとは、肌に着けるシャツである。主に野球、サッカーなどの競技において着用される。

## 役割
アンダーシャツの役割は主に乾燥性が高いために吸収力が高く、ストレッチ機能があり、体の体温調節を保つようにしている。自転車でサイクリングをする場合などは専用のアンダーシャツを用いる。自転車専用のアンダーシャツは生地が凹凸になっている。理由は生地と生地の間に風を通すためや丈の違いなどがある（いずれも諸説あり）。アンダーシャツは肌に密着させるのが良いと言われている（身体から出た汗を吸収するため）。野球はアンダーシャツとユニフォームに間があるが、サイクル時には隙間があまり無いものが望ましい。野球、サッカーなどは体が冷えて動きを遮らないようにするために着用する。
メリットはしっかりと肌に密着させることで血流の流れが良くなり、無駄な筋肉の振動を抑制し、体力の持続や疲労軽減、防寒対策、パフォーマンスの持続、防臭などがある。しかし、大きめのサイズを着てしまうと大き過ぎて目的の肌を密着させることができず、逆効果になってしまうからである。